# NGC 5412
NGC 5412 este o galaxie lenticulară situată în constelația Ursa Mică. A fost descoperită în 18 iunie 1884 de către Lewis A. Swift.